# Marion Fiack-Sidéa
Marion Fiack-Sidéa (née le 13 octobre 1992 à Reims) est une athlète française spécialiste du saut à la perche.

## Biographie

### Débuts
Née à Reims dans une famille de sportifs, dont un grand-père basketteur professionnel, Marion Fiack se consacre d'abord au demi-fond et aux épreuves combinées. 
D'abord entraînée par Joël Mertz à Thionville, elle connaît sa première sélection en équipe de France en 2009, à l'occasion du Festival olympique de la jeunesse européenne à Tampere. En 2010, elle dépasse pour la première fois les 4 m à la perche en réalisant un saut à 4,12 m à Forbach, un record régional. Qualifiée pour les championnats du monde juniors d'athlétisme 2010 à Moncton, elle échoue en qualification.
En 2011, elle quitte la Lorraine pour s'installer à Clermont-Ferrand. Entraînée par Philippe d'Encausse, elle bat le 10 décembre 2011 le record de France junior avec 4,36 m, dans un concours remporté par la Britannique Holly Bleasdale devant Vanessa Boslak, qui détenait le précédent record.

### Espoir
Passée espoir, Marion Fiack devient vice-championne de France 2013 en salle grâce à une barre à 4,35 m, en étant devancée par Marion Lotout. En plein air, elle prend la 5e place des championnats d'Europe espoirs de Tampere.
Elle commence la saison 2014 par un record personnel à 4,51 m à Aubière. Le 18 janvier 2014 à Orléans, Marion Fiack réalise 4,61 m, améliorant le record de France espoir, et s'emparant provisoirement de la meilleure performance mondiale de l'année à égalité avec la Britannique Holly Bleasdale. En février elle est à nouveau vice-championne de France derrière Marion Lotout (4,51 m contre 4,56 m).
Elle confirme en plein air avec une victoire à Pézenas fin mai en franchissant 4,55 m. Aux championnats de France, elle prend la deuxième place, battue par Vanessa Boslak. Aux championnats d'Europe de Zurich, elle ne parvient pas à accéder à la finale, devant se contenter de 4,35 m.

### Saison 2015: record de France senior

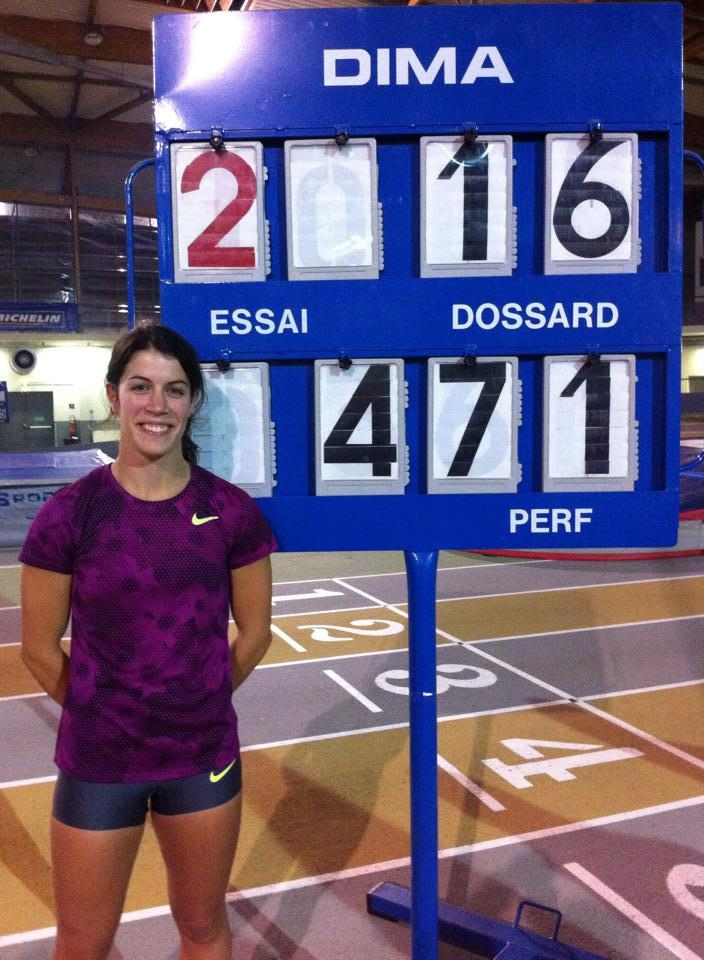
Marion Fiack quelques minutes après son record de France au stadium Jean Pellez. Elle franchit 4,71 m lors du Capital Perche.

Le 10 janvier 2015 à Aubière, elle réalise une progression de 10 cm en effaçant une barre à 4,71 m. Elle bat ainsi le record de France anciennement détenu par Vanessa Boslak (4,70 m depuis le 28 juin 2006) et s'empare provisoirement de la meilleure performance mondiale de l'année. 
Sa saison en salle se concrétise encore par un titre de championne de France à Aubière où elle franchit 4,60 m. Elle réussit la même performance début mars aux championnats d'Europe en salle, ce qui la qualifie pour la finale où elle ne peut rééditer cette performance (5e avec 4,50 m).
Lors d'un stage aux États-Unis en vue de préparer se saison estivale, elle se blesse à la main. Elle ne peut revenir à son meilleur niveau et doit mettre fin à sa saison, ce qui la prive d'une participation aux championnats du monde.
Un peu en manque de confiance, la Lorraine reprend la compétition lors du meeting d'Orléans avec seulement 4,13 m. La semaine suivante, elle réussit 4,38 m au Perche Élite Tour à Rouen où elle se classe quatrième du concours. Marion change par la même occasion de groupe d'entraînement et s'entoure de Mathieu Boisrond et Fabrice Lemonnier (deux anciens perchistes de haut niveau). Le retour au meilleur niveau est difficile et lent mais, aidé par son nouveau groupe d'entraînement composé de Mallaury Sautereau, Yoann Rouzières, Medhi Amar Rouana, Jean-Baptiste Martin,  Mickael Guillaume et Alioune Sène (qui s'entraîne désormais à l'INSEP), Marion retrouve des sensations proches de celle de l'an passé.
En 2017, pour son retour, elle saute 4,41 m à Orléans (sa meilleure performance depuis 2015), alors que la jeune Ninon Guillon-Romarin égale son record de France à 4,71 m.

### Saison 2017-2018
Le 17 février 2018, elle se classe troisième de la finale de la perche aux championnats de France élite en salle à Liévin en sautant 4,21 m. Pour la saison 2018-2019, elle s'entraine avec Mathieu Boisrond et Jean-Baptiste Martin.

### Vie privée
Marion Fiack-Sidéa est mariée à Christian Sidea, athlète spécialiste du 400 m haies.

## Palmarès
| Date | Compétition                    | Lieu    | Résultat | Marque |
| ---- | ------------------------------ | ------- | -------- | ------ |
| 2013 | Championnats d'Europe espoirs  | Tampere | 5e       | 4,30 m |
| 2015 | Championnats d'Europe en salle | Prague  | 5e       | 4,50 m |

| Date | Compétition                     | Lieu     | Résultat | Marque |
| ---- | ------------------------------- | -------- | -------- | ------ |
| 2013 | Championnats de France en salle | Aubière  | 2e       | 4,35 m |
| 2014 | Championnats de France en salle | Bordeaux | 2e       | 4,51 m |
| 2014 | Championnats de France          | Reims    | 2e       | 4,40 m |
| 2015 | Championnats de France en salle | Aubière  | 1re      | 4,60 m |
| 2018 | Championnats de France en salle | Liévin   | 3e       | 4,21m  |

## Records
| Épreuve          | Épreuve   | Performance | Lieu    | Date            |
| ---------------- | --------- | ----------- | ------- | --------------- |
| Saut à la perche | Plein air | 4,55 m      | Pézenas | 24 mai 2014     |
| Saut à la perche | En salle  | 4,71 m      | Aubière | 10 janvier 2015 |